# Baïnouk gubëeher
Le baïnouk gubëeher est une langue minoritaire du Sénégal, dont les locuteurs, au nombre d'un millier, sont concentrés à Djibonker, en Casamance,. Il fait partie des langues rattachées à la branche nord des langues atlantiques, elles-mêmes sous-catégorie des langues nigéro-congolaises.

## Phonologie

### Consonnes
Les phonèmes consonantiques du baïnouk gubëeher sont les suivants :
|                |                | Labiales | Alvéolaires | Palatales | Vélaires | Glottales |
| -------------- | -------------- | -------- | ----------- | --------- | -------- | --------- |
| Nasales        | Nasales        | m        | n           | ɲ         | ŋ        |           |
| Occlusives     | non-voisées    | p        | t           | c         | k        |           |
| Occlusives     | voisées        | b        | d           | ɟ         | ɡ        |           |
| Fricatives     | Fricatives     | f        | s           |           | x        | h         |
| Approximatives | Approximatives | w        | l           | j         |          |           |
| Rabattues      | Rabattues      |          | ɾ           |           |          |           |

Le statut phonémique des consonnes géminées est incertain. Il y a quelques mots qui en ont, mais il n'y a pas de paires minimales.
Le phonème final / ɾ / peut être prononcé comme un trille uvulaire non voisé par certains locuteurs.

### Voyelles
Les phonèmes vocaliques du baïnouk gubëeher sont les suivants :
|                 | Frontales | Frontales | Centrales | Centrales | Dorsales | Dorsales |
| brèves          | longues   | brèves    | longues   | brèves    | longues  |          |
| --------------- | --------- | --------- | --------- | --------- | -------- | -------- |
| Fermées         | i         | iː        |           |           | u        | uː       |
| Presque fermées | ɪ         | ɪː        | ʊ         | ʊː        |          |          |
| Mi-closes       | e         | eː        | ə         | əː        | o        | oː       |
| Mi-ouvertes     | ɛ         | ɛː        | ə         | əː        | ɔ        | ɔː       |
| Ouvertes        |           |           | a         | aː        |          |          |

La longueur est phonémique pour toutes les voyelles. La différence entre /i, u/ et /ɪ, ʊ/ est difficile à percevoir et les paires minimales sont rares.